# Чарлз Пелегрино
Чарлз Пелегрино (на английски: Charles Pellegrino) е американски историк и писател на произведения в жанра научна фантастика и документалистика, свързани с палеобиологията, астрономията, композитни строителни материали и магнитно левитиращи транспортни системи, и др.

## Биография и творчество
Чарлз Р. А. Пелегрино е роден на 5 май 1953 г. в Ню Йорк, САЩ. Получава бакалавърска и магистърска степен в университета в Лонг Айлънд. Кандидатства през 1982 г. за докторска степен в университета „Виктория“ в Уелингтън, Нова Зеландия, но му е отказана заради разминаване на тезата на дисертацията с еволюционната теория.
Първата му книга „Вселената на Дарвин“ е издадена през 1983 г., и заедно със следващите две, е посветена на изследването на космоса. През 1985 г. плава с Робърт Балард до разлома на Галапагос непосредствено след откриването на „Титаник“, вследствие на което е издадена книгата му „Името му е Титаник“, в която описва потъването на луксозния лайнер в океана, хората замесени в трагедията и повторното откриване и изследване на кораба.
Първата му художествена книга, романът „Полет до Валхала“ от 1993 г., описва първия успешен опит за междузвезден полет, осъществен чрез изобретяването на двигател с антиматерия. Следващият му роман, „Убийствената звезда“ с Джордж Зебровски, е издаден през 1995 г. и представя история, в която извънземни унищожават почти целия човешки живот, оставяйки последната двойка в зоопарк в голям извънземен космически кораб. Романът му „Прах“ от 1998 г. развива темата за екологичната катастрофа, която е неизбежна от внезапното унищожаване на целия живот на насекомите на Земята и търсене на възможности за тяхното възстановяване.
Другите му документални книги са доминирани от поредица реконструкции на „неразказана история“, свързана с Атлантида, Содом и Гомора, Исус, Титаник и Хирошима. Някои от тях, като „Последният влак от Хирошима“, са критикувани заради ненадеждността на неговите източници.
Чарлз Пелегрино живее със семейството си в Статън Айлънд, Ню Йорк.

## Произведения

### Самостоятелни романи
- Flying to Valhalla (1993)[1][2][3]
- The Killing Star (1995) – с Джордж Зебровски
- Dust (1998)
Прах, изд. „Атика“ София (2000), прев. Мила Георгиева

### Участие в общи серии с други писатели

#### Поредица „Стар Трек: Следващото поколение“ (Star Trek: The Next Generation)
50. Dyson Sphere (1999) – с Джордж Зебровски
от поредицата има още над 100 романа от различни автори

### Документалистика
- Darwin's Universe (1983) – с Джеси А. Стоф[1]
- Chariots for Apollo (1985) – с Джеси А. Стоф
- Time Gate : Hurtling Backward Through History (1985)[2]
- Chronic Fatigue Syndrome: The Hidden Epidemic (1988) – с Джеси А. Стоф
- Unearthing Atlantis : An Archaeological Odyssey (1991)
- Return to Sodom and Gomorrah : Bible Stories from Archaeologists (1994)
- Ghosts of Vesuvius : A New Look at the Last Days of Pompeii, How Towers Fall, and Other Strange Connections (2004)
- The Jesus Family Tomb : The Discovery, the Investigation, and the Evidence That Could Change History (2007) – със Симха Якобовичи
- The Last Train from Hiroshima : The Survivors Look Back (2010)

#### Поредица „Титаник“ (Titanic)
- Her Name, Titanic : Untold Story of the Sinking and Finding of the Unsinkable Ship (1988)[1][2]
- Ghosts of the Titanic (2000) – с Джеймс Камерън
- Farewell, Titanic : Her Final Legacy (2012)
- The Californian Incident (2013)